# لو غريمالدي
لو غريمالدي (بالبرتغالية: Lu Grimaldi‏) هي ممثلة برازيلية، ولدت في 20 يونيو 1954 في ساو باولو في البرازيل.

## وصلات خارجية
- لو غريمالدي على موقع IMDb (الإنجليزية)
- لو غريمالدي على موقع قاعدة بيانات الفيلم (الإنجليزية)